# Arghir Culina
Arghir Culina (n. 15 iulie 1883, Grámos — d. 1972, București) a fost un arhitect și sculptor monumentalist român de origine aromână.
S-a distins prin clădirile sale realizate în stil eclectic și neoromâneasc, Art Deco cu influențe neoromânești și, respectiv, Art Deco propriu-zis.

## Biografie
Născut pe 15 iulie 1883 la Grámos, în partea de Nord-Est a Greciei, se mută la București unde urmează cursurile Școlii Superioare de Arhitectură din București, obținând diploma de arhitect în 1909.
Una dintre primele comenzi în 1912 a fost hotelul Palace, actualmente Cișmigiu, cu un proiect de structură semnat de inginerul aromân Nicolae Nacu Pissiota, văr cu arhitectul, și deținătorul hotelului. Proiectează în perioada 1928-1934 trei imobile de locuințe de dimensiuni medii și mari pentru Societatea de Asigurări Dacia România.
În 1942 arhitectul este numit membru al Ordinului „Steaua României” în grad de Ofițer de către regele Mihai I.În 1972 arhitectul este incinerat în București la Crematoriul Cenușa.

## Operă
- stil eclectic - Hotelul Capitol (fost hotel Luvru, 1912);
- stil neoromânesc cu elemente Art Nouveau - Casa atelier a pictorului Kimon Loghi (1923), imobil de locuințe cu magazine la parter pe Bd. Hristo Botev nr. 3, (1923 – 1928), Căminul studențesc al Facultății de Medicină (1920), Garajul Mihăilescu (1923)
- stil Art Deco - modernist Hotel Negoiu - astăzi Banca Turco – Română (1929), Hotel Union (1931), Hotel Ambasador (1938 – 1939), Hotel Opera (1934?), toate din București.
- Împreună cu sculptorul Emil Wilhelm Becker a participat la proiectarea postamentului Monumentului Avântul Țării din București.[2]
- A proiectat postamentul pentru bustul doctorului Haralambie Botescu, din București.

## Galerie de imagini

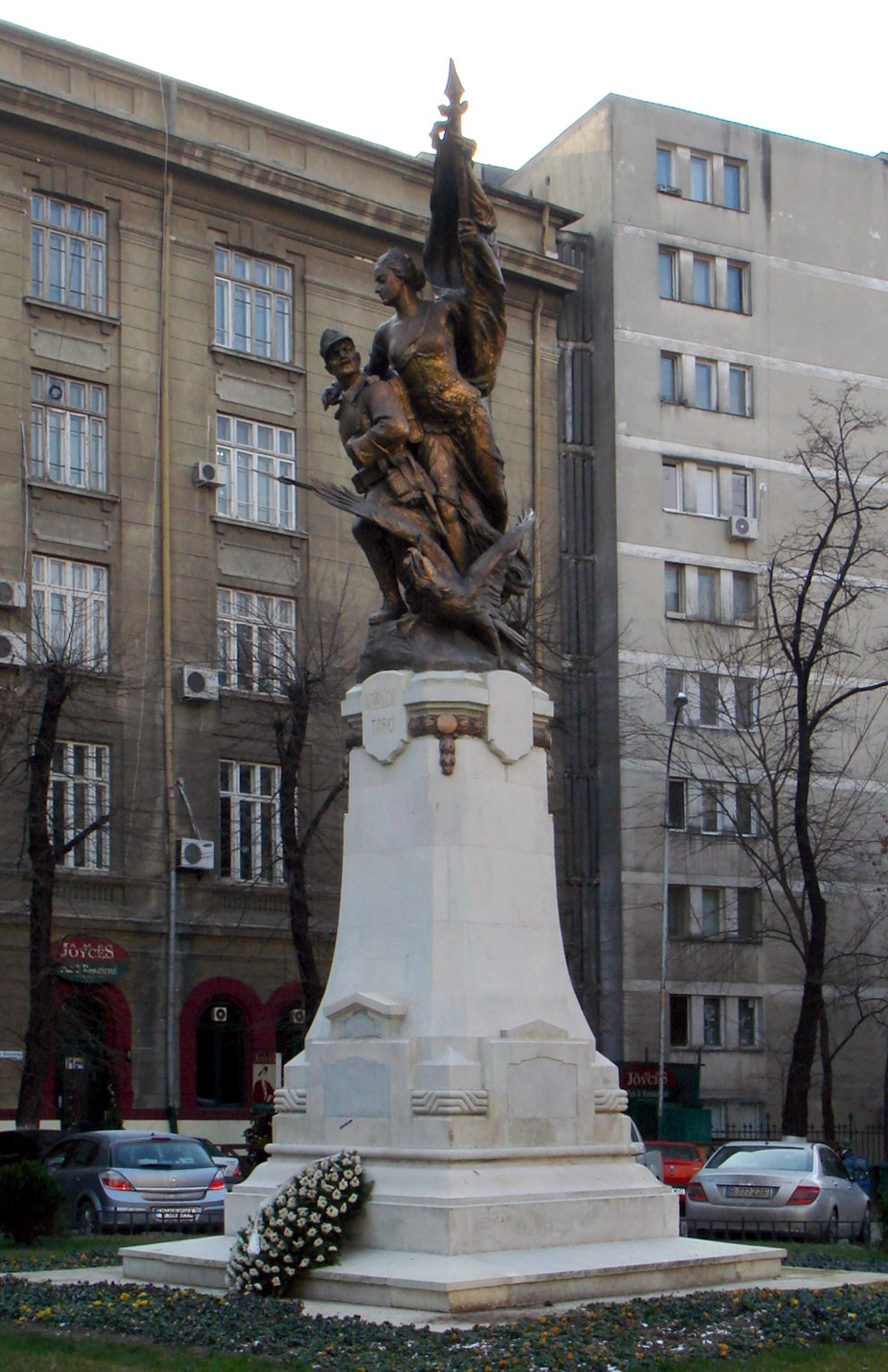
Postamentul Monumentului Avântul Ţării din Bucureşti (1921)
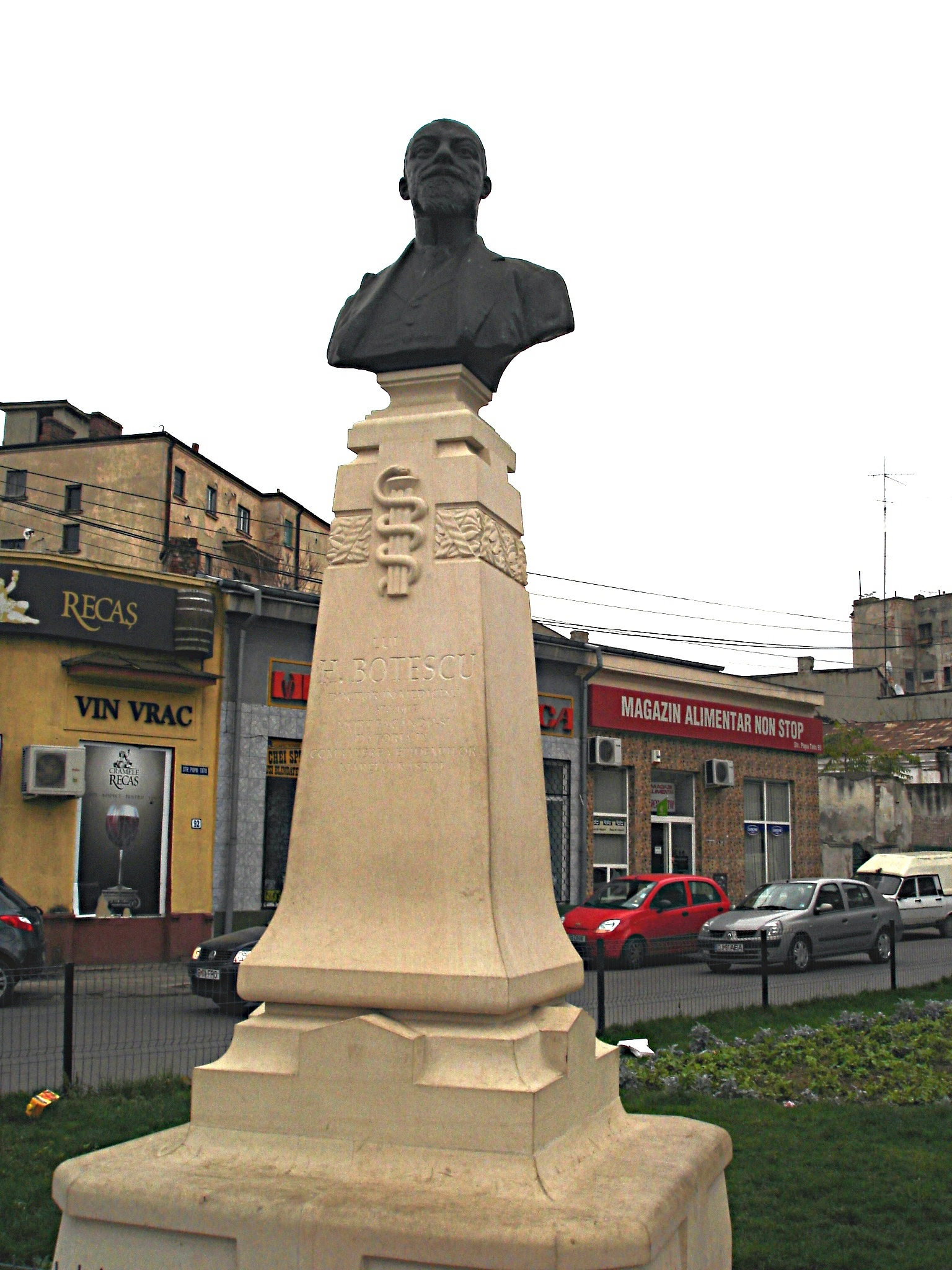
Postamentul Bustului Doctorului Haralambie Botescu (1923)
Hotel Ambasador (1937-1938)[3]

## Legătură externă
Materiale media legate de Arghir Culina la Wikimedia Commons
- Traseu de arhitectură Arghir CULINA
- Traseu de arhitectură Arghir CULINA - cu imagini Arhivat în 28 februarie 2019, la Wayback Machine.